# 리코

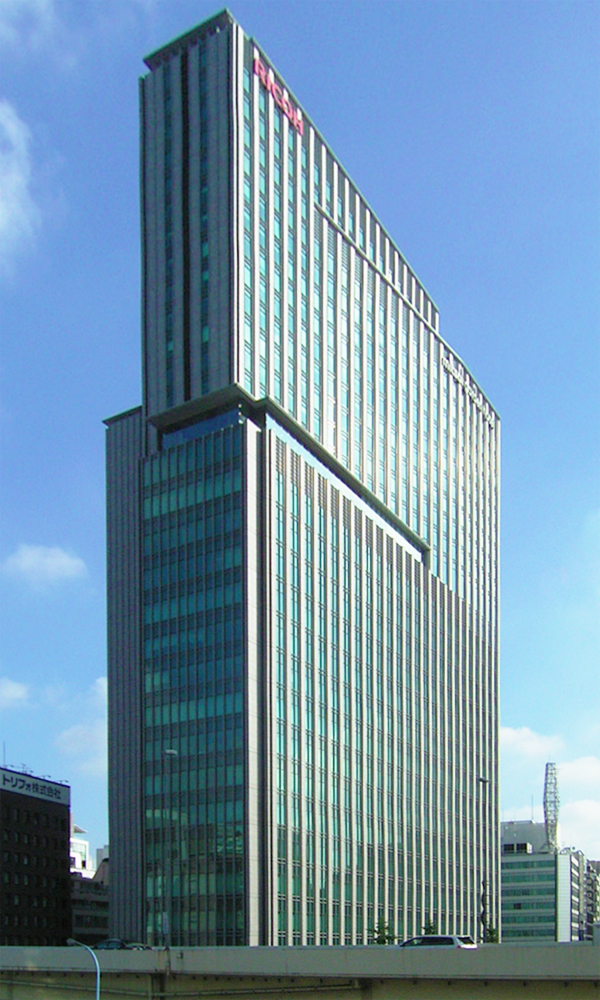
리코 도쿄 본사 건물

주식회사 리코(株式会社リコー)는 일본의 사무 기기, 광학 기기 등의 제조를 실시하는 기업이다. 주로 복사기, 팩시밀리, 레이저 프린터 및 그 복합기, 디지털 카메라 등의 제조·판매를 다룬다.
1936년 2월 6일 이화학연구소의 계열사인 이련감광지(理研感光紙)로 시작했다.